# Гамбанг
Гамбанг (gambang) е музикален перкусионен инструмент от групата на пластинковите инструменти. Типичен е за музиката на Индонезия и Ява, влиза в състава на гамелан и се счита за един от важните инструменти в оркестъра.
Среща се в две разновидности, в зависимост от материала, от който са изработени пластините.
Дървен гамбангДървеният гамбанг (gambang kayu) е подобен на ксилофона инструмент с пластини, обикновено 17-21 на брой, направени от твърда дървесина, най-често тисова. Пластините са разположени върху богато украсена дървена резонаторна кутия. Звукоизвличането става посредством тънки чукчета, изработени от рогата на воден бизон, облечени във филц. Диапазонът на дървения гамбанг е две и повече октави.
Метален гамбангМеталният гамбанг (gambang gangsa) вече почти не се употребява, изместен в края на 19 век от семейството инструменти сарон.